# Trigonitis
La trigonitis es una inflamación del epitelio vesical en la zona interna de la vejiga urinaria entre el inicio de la uretra y los meatos ureterales, (trígono vesical) de origen diverso. En ocasiones se inicia posterior a una inflamación y/o infección, aunque muchas veces no se logra determinar.
El síntoma más característico es el dolor durante la micción, siendo la urgencia por orinar y la sensación de no vaciar la vejiga lo más frecuente, con hasta 60 idas al baño en un día. Se trata de una enfermedad crónica recurrente, de tratamiento difícil, compleja y de larga duración. Clásicamente se ha tratado con instilaciones de diversas sustancias químicas, generalmente sales de plata de concentración oficinal (nitrato, proteinato, dimetil sulfoxido y más recientemente con instilaciones vesical es de ácido hialurónico, administradas por el médico tratante en forma seriada. Estas sustancias actúan sobre la mucosa vesical produciendo un peeling químico, obligando a una descamación celular superficial con estímulo de regeneración de epitelio. Esta condición patológica tiene una gran influencia por el estrés, llegando a considerarse psicosomática y como tal tiene cierto comportamiento estacional y con gran tendencia a la recidiva. Es corriente observar picos de los síntomas en los meses de marzo y septiembre (en el hemisferio sur). Estas fechas coinciden con importantes cambios de temperatura y variación de horas de luz solar. El tratamiento debe ser efectuado por el médico tratante (urólogo), quien tratará de identificar el agente causante de la crisis y debe realizar psicoterapia de apoyo en cada sesión. El profesional debe estar atento a solicitar interconsulta a psiquiatría y eventual manejo por psicología.
El tratamiento farmacológico más utilizado para esta condición es con amitriptilina que relaja la musculatura lisa de la vejiga ayudando a reducir la cantidad de micción es por día (dosis de 75 mg por lo menos 3 meses para ver cambios)Si usted tiene trigonitis, deje de comer cítricos, tomar alcohol y sustancias irritantes para la vejiga como el cafe o el chocolate. 